# 리안 점안액
리안 점안액은 2015년 7월, 식약처 허가를 취득해 처음 발매되었으며 조직 재생물질(PDRN)를 주성분으로 하는 재생바이오 전문기업 파마리서치의 점안액이다. 리안은 되돌리다라는 뜻의 영문 Re와 눈을 뜻하는 한자 眼의 합성어로 영양공급을 통해 각막의 미세손상을 치유하여 건강한 눈으로 되돌린다는 뜻을 가지고 있다. 현재 일반의약품으로 허가를 받아 처방전없이 전국 약국에서 구매가 가능하다.

## 효능 및 효과
리안 점안액은 조직재생 성분으로 알려진 DOT™PDRN을 함유하고 있어 영양부족으로 인한 각막, 결막 궤양성 질환의 영양 공급 및 콘택트렌즈 착용 등으로 인한 미세손상에 매우 효과적이다. 
특히, 반복적으로 느끼는 안구건조증상과 이물에 의한 각,결막 미세손상에도 적용 가능하며 방부제를 첨가하지 않은 1회용 제형으로 간편하고 안전한 사용이 가능할 뿐 아니라 무보존제 제품이므로 방부제가 침착될 우려가 없어 렌즈 착용 시에도 점안이 가능하다.
리안 점안액의 주성분인 DOT™PDRN(Polydeoxyribonucleotide)은 특정 세포 수용체에 결합하는 DNA 조각으로, 피부 손상 부위에 선택적으로 반응해 염증을 줄여주고 조직을 재생하는 효과가 있다. 또한 노화·상처·자외선 등으로 손상된 피부조직의 근본적인 재생과 성장을 도와 항염, 항노화, 피부미용 등 다양한 분야에 폭넓게 활용되고 있다.
매우 드물게(0.01%미만) 심각한 각막질환 현상이 나타난 환자에게 각막석회화 증세가 나타났다.